# セルゲイ・スラフノフ
セルゲイ・ゲンナディェヴィチ・スラフノフ（ロシア語: Серге́й Генна́дьевич Славно́в, ラテン文字転写: Sergei Gennadyevich Slavnov, 1982年4月11日 - ）は、ロシアサンクトペテルブルク出身の男性フィギュアスケート選手。2006年トリノオリンピックペアロシア代表。2005年ヨーロッパフィギュアスケート選手権2位。パートナーはユリア・オベルタスとユリア・カルボフスカヤ。

## 経歴
ロシアのサンクトペテルブルクに生まれ、5歳のころにスケートを始めた。当初はシングルスケーターとして活動をしていたが、16歳のときにペアへ転向。のちにユリア・カルボフスカヤとペアを結成し、2000-2001年シーズンよりISUジュニアグランプリに参戦を果たした。同シーズンのロシア選手権ジュニアクラスで優勝を果たし、翌2001-2002年シーズンにはISUジュニアグランプリのJGPバルト杯で優勝、JGPトラパネーゼ杯で2位となりJGPファイナルでは初出場ながら2位、2度目の出場となった2002年世界ジュニア選手権でも初表彰台の2位となるまでに躍進する。
2002-2003年シーズン、JGPスケートスロバキアとJGPトラパネーゼ杯で連続優勝したものの、JGPファイナルでは7位。シニアクラスのISUグランプリシリーズのロシア杯にも出場したが8位。3度目の出場となった2003年世界ジュニア選手権では、ショートプログラムを終え2位に付けていたもが、フリースケーティングで大きく崩れ、総合5位に終わった。同シーズン終了後にユリア・カルボフスカヤとのペアは解散、新たにユリア・オベルタスとペアを結成した。
2003-2004年シーズンからはシニアクラスに本格的に転向し、ISUグランプリシリーズに参戦。2005年欧州選手権で2位、2006年トリノオリンピックでは8位となる。
2007-2008年シーズンは、NHK杯に出場を予定していたが欠場。

## 主な戦績
| 大会/年            | 2003-04 | 2004-05 | 2005-06 | 2006-07 |
| ------------------ | ------- | ------- | ------- | ------- |
| オリンピック       |         |         | 8       |         |
| 世界選手権         | 7       | 5       | 8       |         |
| 欧州選手権         | 4       | 2       | 4       | 4       |
| ロシア選手権       | 3       | 3       | 2       | 2       |
| GPファイナル       |         | 4       | 5       |         |
| GPスケートアメリカ |         | 2       | 3       |         |
| GPスケートカナダ   | 6       |         |         |         |
| GPエリック杯       |         |         |         | 3       |
| GPロシア杯         | 5       | 2       | 2       |         |
| GPNHK杯            |         |         |         | 6       |
| GPボフロスト杯     | 2       |         |         |         |

| 大会/年               | 2000-01 | 2001-02 | 2002-03 |
| --------------------- | ------- | ------- | ------- |
| ロシア選手権          | 1 J     | 2 J     |         |
| GPロシア杯            |         |         | 8       |
| ニース杯              |         |         | 1       |
| 世界Jr.選手権         | 4       | 2       | 5       |
| JGPファイナル         |         | 2       | 7       |
| JGPトラパネーゼ杯     |         |         | 1       |
| JGPスケートスロバキア |         |         | 1       |
| JGPトラパネーゼ杯     |         | 2       |         |
| JGPバルト杯           | 1       | 1       |         |
| JGPサンジェルヴェ     | 4       |         |         |

- J = ジュニアクラス

### 詳細
| 2006-2007 シーズン     |                                                        |         |          |          |
| 開催日                 | 大会名                                                 | SP      | FP       | 結果     |
| 2007年1月22日-28日     | 2007年ヨーロッパフィギュアスケート選手権（ワルシャワ） | 4 57.04 | 5 99.92  | 4 156.96 |
| 2007年1月4日-7日       | ロシアフィギュアスケート選手権（モスクワ）             | 3 53.47 | 2 106.17 | 2 159.64 |
| 2006年11月30日-12月3日 | ISUグランプリシリーズ NHK杯（長野）                    | 5 48.62 | 6 83.57  | 6 132.19 |
| 2006年11月16日-19日    | ISUグランプリシリーズ エリック・ボンパール杯（パリ）   | 3 55.30 | 3 98.25  | 3 153.55 |

| 2005-2006 シーズン  |                                                                  |         |          |          |
| 開催日              | 大会名                                                           | SP      | FP       | 結果     |
| 2006年3月20日-26日  | 2006年世界フィギュアスケート選手権（カルガリー）                 | 8 55.60 | 8 108.56 | 8 164.16 |
| 2006年2月10日-26日  | トリノオリンピック（トリノ）                                     | 8 60.25 | 9 106.29 | 8 166.54 |
| 2006年1月16日-22日  | 2006年ヨーロッパフィギュアスケート選手権（リヨン）               | 4 62.21 | 4 111.69 | 4 173.90 |
| 2005年12月16日-18日 | 2005/2006 ISUグランプリファイナル（東京）                        | 5 59.28 | 6 109.92 | 5 169.20 |
| 2005年11月24日-27日 | ISUグランプリシリーズ ロシア杯（サンクトペテルブルク）           | 2 57.62 | 2 117.98 | 2 175.60 |
| 2005年10月20日-23日 | ISUグランプリシリーズ スケートアメリカ（アトランティックシティ） | 4 54.04 | 4 106.36 | 3 160.40 |

| 2004-2005 シーズン  |                                                        |         |          |          |
| 開催日              | 大会名                                                 | SP      | FP       | 結果     |
| 2005年3月14日-20日  | 2005年世界フィギュアスケート選手権（モスクワ）         | 6 61.14 | 5 113.29 | 5 174.43 |
| 2005年1月25日-30日  | 2005年ヨーロッパフィギュアスケート選手権（トリノ）     | 2 63.59 | 2 113.51 | 2 177.10 |
| 2004年12月16日-19日 | 2004/2005 ISUグランプリファイナル（北京）              | 3 60.64 | 5 112.64 | 4 173.28 |
| 2004年11月25日-28日 | ISUグランプリシリーズ ロシア杯（モスクワ）             | 2 56.46 | 2 102.46 | 2 158.92 |
| 2004年10月21日-24日 | ISUグランプリシリーズ スケートアメリカ（ピッツバーグ） | 2 57.58 | 2 108.68 | 2 166.26 |

| 2003-2004 シーズン     |                                                        |         |          |          |
| 開催日                 | 大会名                                                 | SP      | FP       | 結果     |
| 2004年3月22日-28日     | 2004年世界フィギュアスケート選手権（ドルトムント）     | 7       | 7        | 7        |
| 2004年2月2日-8日       | 2004年ヨーロッパフィギュアスケート選手権（ブダペスト） | 4       | 4        | 4        |
| 2003年11月20日-23日    | ISUグランプリシリーズ ロシア杯（モスクワ）             | 4 55.58 | 5 103.04 | 5 158.62 |
| 2003年10月30日-11月2日 | ISUグランプリシリーズ スケートカナダ（ミシサガ）       | 5 58.34 | 7 97.50  | 6 155.84 |

| 2002-2003 シーズン     |                                                            |    |    |      |
| 開催日                 | 大会名                                                     | SP | FP | 結果 |
| 2003年2月24日-3月2日   | 2003年世界ジュニアフィギュアスケート選手権（オストラヴァ） | 2  | 5  | 5    |
| 2002年12月12日-15日    | 2002/2003 ISUジュニアグランプリファイナル（ハーグ）        | 2  | 8  | 7    |
| 2002年11月22日-24日    | ISUグランプリシリーズ ロシア杯（モスクワ）                 | 8  | 8  | 8    |
| 2002年11月             | 2002年ニース杯（ニース）                                   | 1  | 1  | 1    |
| 2002年10月30日-11月3日 | ISUジュニアグランプリ トラパネーゼ杯（ミラノ）             | 1  | 1  | 1    |
| 2002年10月3日-6日      | ISUジュニアグランプリ スケートスロバキア（ブラチスラヴァ） | 1  | 1  | 1    |